# بلدة سوبريور (مقاطعة واشتيناو)
سوبريور، مقاطعة واشتيناو (بالإنجليزية: Superior Township, Washtenaw County, Michigan)‏ هي بلدة تقع بولاية ميشيغان في الولايات المتحدة. تبلغ مساحتها 92.1 (كم²)، وترتفع عن سطح البحر 250 م، بلغ عدد سكانها 13058 نسمة في عام تعداد الولايات المتحدة 2010 حسب إحصاء مكتب تعداد الولايات المتحدة .

## وصلات خارجية
- www.superior-twp.org
- The US50 - Cities and Towns in Michigan State
- Michigan Cities and Towns, Facts, Map, Flag, Colleges, Government, and More